# Ajaks (duchowny ariański)
Ajaks był ariańskim duchownym, misjonarzem wysłanym do w większości wyznających pogaństwo Swebów. Jego misja miała miejsce w 464 lub 466 roku.
Sporo kontrowersji wśród uczonych wzbudza "homeryckie" imię duchownego i jego pochodzenie. Hydacjusz, katolicki biskup Aquae Flaviae pisze o nim Aiax natione Galata. "Galata" może odnosić się do Galicji, Galii albo Galacji. Część uczonych twierdzi, że w ten sposób określano po prostu Greków ze wschodu, inni twierdzą, że chodziło po prostu o celtyckie korzenie. W ten sposób mówiono na Celtów na wschodzie a Hydacjusz, który przebywał tam jako dziecko mógł nauczyć się tej greckiej maniery.
Ajaks został wysłany przez rezydującego w Tuluzie, wizygockiego króla Teodoryka II, który podobnie jak wielu German, sam był arianinem. Ariańska wersja chrześcijaństwa miała wówczas wśród German znacznie większe wpływy, dzięki ożywionej działalności misjonarskiej, zapoczątkowanej jeszcze przez Wulfilę. Misja Ajaksa mogła być skutkiem ożywionych kontaktów swebkso- gockich i zbliżenia między dotychczas wrogimi ludami. Świadectwem zmiany stosunków był choćby ślub swebskiego króla Remismunda z gocką księżniczką. Być może Remismund sam poprosił o przysłanie misjonarza.
Według Hydacjusza Ajaks był hostis catholicae fidei et divinae trinitatis (wrogiem wiary katolickiej i Świętej Trójcy). Wzmianka ta prawdopodobnie sprawiła, iż tworzący później Izydor z Sewilli był pewien, iż Swebowie przed Ajaksem byli w większości katolikami.  Zdaniem Hydacjusza Ajaks był effectus apostata, czyli odstępcą od prawdziwej wiary co sugeruje, że mógł być wcześniej katolikiem. W jego pracach pojawia się również określenie senior Arrianus inter Suevos, które prawdopodobnie oznacza iż był kimś w rodzaju biskupa dla swebskich Arian.
Misja Ajaksa, między innymi dzięki oficjalnemu poparciu Remismunda, zakończyła się wielkim sukcesem zwłaszcza wśród możnych. Prawdopodobnie nie był on jedynym ariańskich duchownym wysłanym do Galicji przez Wizygotów. Tak czy inaczej był prawdziwym twórcą i organizatorem kościoła ariańskiego na ziemiach Swebów. W ciągu kilku lat działalności tego wyznania większość Swebów przyjęła chrześcijaństwo w ariańskiej wersji.